# Martin Pître
Pour les articles homonymes, voir Pitre.
Martin Pître, né le 23 février 1963 à Bathurst au Nouveau-Brunswick, au Canada, mort le 15 novembre 1998, était un écrivain et journaliste acadien.

## Biographie
Martin Pître naît le 23 février 1963 à Robertville, au nord du Nouveau-Brunswick. Il est le troisième d'une famille de cinq enfants et trois sœurs et un petit frère. Il s'intéresse très tôt au théâtre, à la poésie, à la littérature et au journalisme.
Durant ses études secondaires à Bathurst, il ressent le besoin de manifester sa créativité et sa sensibilité. Émule de l'écrivain Yves Navarre, il commence à écrire de la poésie. Il participe aussi à la troupe de théâtre de son école et devient animateur de radio à la station CJVA de Caraquet.
Pître quitte sa région natale pour s'établir à Moncton, afin de poursuivre des études en information-communication à l'Université de Moncton. Il poursuit sa carrière radiophonique et devient l'animateur de l'émission du matin à la station du campus, CKUM. Il tisse des liens avec la communauté littéraire et artistique de la métropole acadienne et publie son premier recueil de poésie, À s'en mordre les dents, à l'âge de 19 ans.
En 1983, il part pour Paris, où il étudiera l'étymologie pendant une année, grâce à une bourse d'études France-Acadie.
À son retour, il délaisse temporairement la littérature pour participer au lancement d'un nouveau journal, L'Acadie Nouvelle. Sa carrière de reporter au quotidien acadien débute aux pages politiques, où il couvre la scène politique provinciale et nationale ainsi que les institutions acadiennes. Il devient ensuite responsable des pages culturelles, puis chef de pupitre. Il signe également une série de billets d'humeur dans les pages du journal.

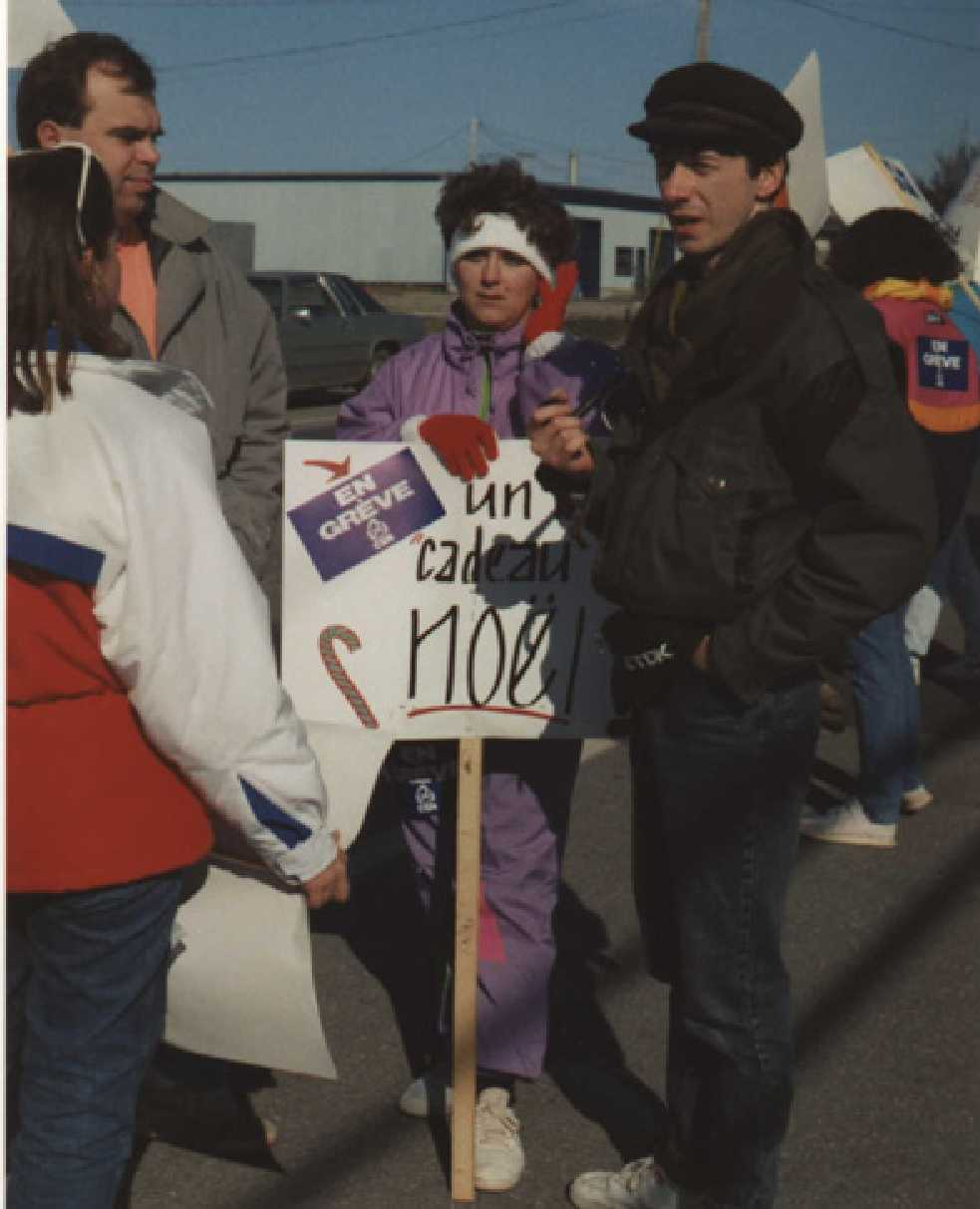
Martin Pître (à droite) en octobre 1990, lors de la grève à L'Acadie Nouvelle.

Il a également fondé le Syndicat des travailleurs et travailleuses de L'Acadie Nouvelle (CSN) en 1989 et négocié la première convention collective des employés du journal.
Après son départ de L'Acadie Nouvelle au début des années 1990, Pître se lance dans la période la plus prolifique de sa carrière d'écrivain. Entre 1993 et 1995, il publie successivement un second recueil de poésie et deux contes en collaboration avec le peintre acadien Roméo Savoie et un roman, L'ennemi que je connais. Le roman met en scène un groupe de jeunes qui se sont connus en jouant de la musique ensemble dans une petite ville côtière de l'Acadie. Il raconte le chômage, l'exil, les amours déçus, l'alcoolisme et le désespoir des protagonistes. Son livre a remporté le Prix France-Acadie en 1996 et a été adapté au grand l'écran par Rodrigue Jean sous le titre Full Blast,.
Après la publication de son roman, il participe au Conseil d’administration de la coopérative locale. Il met sur pied la campagne « Robertville, terre fertile en jeunes talents », qui a pour objectif de mousser la fierté culturelle. À la même époque, Pître revient temporairement au journalisme et devient le rédacteur en chef du magazine Ven'd'est, en plus de diriger L'express Chaleur, un hebdomadaire local qui ne durera que quelques mois, en 1996-1997.
Après cet échec, Martin Pître revient à la littérature. Il s'implique dans l'organisation d'événements littéraires en Acadie. En 1998, il convaincra la Fédération des caisses populaires acadiennes de contribuer 400 000 dollars à la création du prix littéraire Antonine-Maillet—Acadie-Vie qui décerne annuellement deux prix; le premier à une œuvre littéraire publiée et le second à un jeune auteur âgé de moins de 25 ans.
La même année, il fonde le Festival acadien de poésie qui tiendra sa première édition quelques semaines avant son décès, en novembre 1998,. Le festival, qui a lieu à chaque automne à Caraquet, consacre une soirée aux jeunes poètes acadiens, la Soirée de poésie Martin-Pître.
Martin Pître se suicide le 15 novembre 1998.

## Œuvres
- À s'en mordre les dents, Éditions Perce-Neige, Moncton, NB, 1982. 51 p.
- La morsure du désir, Éditions d'Acadie, Moncton, NB, 1993, 97 p.  (ISBN 2760002470)
- Pommette et le vent, Éditions d'Acadie, Moncton, NB, 1993, 1995. 24 p.  (ISBN 2760002683)
- À la recherche du chiffre magique : les prisonniers du temps perdu, Association des banquiers canadiens, Toronto, 1995. 23 p.  (ISBN 0919227414)
- L'ennemi que je connais, Éditions Perce-Neige, Moncton, NB, 1995. 126 p.  (ISBN 2920221566) ; Réédition Éditions Perce-Neige, Moncton, NB, 2022, 136 p.  (ISBN 9782896914159)[4]

## Honneurs
- 1996 - Prix France-Acadie pour L'ennemi que je connais[5]

## Citations
- « Quand on veut sortir dans le monde avec l'Acadie, on ne lui cache pas le visage. »[6]